# Monte di Malo
Monte di Malo is een gemeente in de Italiaanse provincie Vicenza (regio Veneto) en telt 2896 inwoners (31-12-2004). De oppervlakte bedraagt 23,8 km², de bevolkingsdichtheid is 122 inwoners per km².
De volgende frazioni maken deel uit van de gemeente: Faedo, Priabona.

## Demografie
Monte di Malo telt ongeveer 1072 huishoudens. Het aantal inwoners steeg in de periode 1991-2001 met 4,4% volgens cijfers uit de tienjaarlijkse volkstellingen van ISTAT.
| Jaar | Inwoneraantal |
| ---- | ------------- |
| 1991 | 2640          |
| 2001 | 2755          |

## Geografie
De gemeente ligt op ongeveer 374 m boven zeeniveau.
Monte di Malo grenst aan de volgende gemeenten: Cornedo Vicentino, Malo, San Vito di Leguzzano, Schio, Valdagno.